# A magyar labdarúgó-válogatott 2016. március 26-i mérkőzése
A magyar labdarúgó-válogatott barátságos mérkőzése Horvátország ellen, 2016. március 26-án.

## A mérkőzés
| 2016. március 26. 18.00 (CET) |

| Magyarország         | 1–1               | Horvátország        |
| -------------------- | ----------------- | ------------------- |
| Dzsudzsák Balázs 79' | (0–1) Jegyzőkönyv | Mario Mandžukić 29' |

| Groupama Aréna, Budapest Nézőszám: 20 300 Játékvezető: Radek Prihoda (cseh) |

### Az összeállítások
Használt rövidítések (magyar rövidítés – angol rövidítés – poszt):

| - KA – GK – kapus - V – DF – hátvéd - S – SW – söprögető - JV – RB – jobb oldali védő - KV – CB – középső védő - BV – LB – bal oldali védő - JSZV – RWB – jobb szélső védő - BSZV – LWB – bal szélső védő | - KP – MF – középpályás - VKP – DM – védekező középpályás - BKP – LM – bal oldali középpályás - KKP – CM – középső középpályás - JKP – RM – jobb oldali középpályás | - JSZ – RW – jobb szélső - BSZ – LW – bal szélső - TKP – AM – támadó középpályás | - CS – ST, FW – csatár - JCS – RF – jobb oldali csatár - KCS – CF – középső csatár - BCS – LF – bal oldali csatár |

| MAGYARORSZÁG: |   |                     |  |         |
|               |   |                     |  |         |
| KA            | ' | Dibusz Dénes        |  | 46'     |
| JV            | ' | Fiola Attila        |  |         |
| KV            | ' | Guzmics Richárd     |  |         |
| KV            | ' | Lang Ádám           |  |         |
| BV            | ' | Korhut Mihály       |  | 89'     |
| JKP           | ' | Kleinheisler László |  | 80'     |
| KKP           | ' | Gera Zoltán         |  | 77'     |
| TKP           | ' | Nagy Ádám           |  | 46'     |
| BKP           | ' | Dzsudzsák Balázs    |  | 79' 82' |
| JCS           | ' | Priskin Tamás       |  | 46'     |
| KCS           | ' | Németh Krisztián    |  | 46'     |
| Cserék:       |   |                     |  |         |
| KA            | ' | Király Gábor        |  |         |
| KA            | ' | Gulácsi Péter       |  |         |
| KA            | ' | Bogdán Ádám         |  | 46'     |
| V             | ' | Bese Barnabás       |  |         |
| V             | ' | Juhász Roland       |  |         |
| V             | ' | Pintér Ádám         |  |         |
| KP            | ' | Stieber Zoltán      |  | 82'     |
| KP            | ' | Gyurcsó Ádám        |  |         |
| KP            | ' | Elek Ákos           |  | 46'     |
| CS            | ' | Szalai Ádám         |  | 46' 81' |
| CS            | ' | Nikolics Nemanja    |  | 46'     |
| CS            | ' | Böde Dániel         |  | 80'     |
| Vezetőedző:   |   |                     |  |         |
| Bernd Storck  |   |                     |  |         |

## Örökmérleg a mérkőzés után
| Magyarország |           | Horvátország |
| ------------ | --------- | ------------ |
| 1            | Győzelem  | 3            |
| 7            | Döntetlen | 7            |
| 8            | Gólok     | 15           |
| 9/20         | Pontok    | 13/20        |
| 45,00%       | %         | 55,00%       |